# JR (ca sĩ)
Đây là một tên người Triều Tiên, họ là Kim.
Kim Jong-hyeon (Hangul: 김종현, Hán-Việt: Kim Chung Hiền, sinh ngày 8 tháng 6 năm 1995), thường được biết đến với nghệ danh JR (hay Junior Royale), là một nam ca sĩ, diễn viên, rapper người Hàn Quốc. Anh là trưởng nhóm của nhóm nhạc nam Hàn Quốc NU'EST, thành viên của nhóm nhỏ NU'EST W do Pledis Entertainment thành lập và quản lý.
Vào 28/2/2022, Pledis đưa thông báo JR cùng hai thành viên khác của NU'EST là Aron và Ren sẽ chấm dứt hợp đồng và rời công ty. Ngày 11/5/2022, JR trở lại đăng ảnh trên Instagram, ẩn ý sắp trở lại. Hiện anh đang hoạt động với tên thật (Kim Jong-hyeon) dưới công ty Evermore Entertainment.

## Tiểu sử
JR sinh ra tại Gangneung, Gangwon. Khi còn ở Seoul, anh không có ý định trở thành ca sĩ. Một ngày nọ, khi anh đang trên đường đến trường, một người tuyển chọn thực tập sinh của Pledis đã gặp anh và gợi ý đến casting. Anh nói với bố mẹ và nhận được sự phản đối. Sau đó người tuyển chọn này của Pledis đã nói chuyện với cha anh, rằng cô đang tìm kiếm một chàng trai như JR để debut trong một nhóm và làm một thần tượng. Sau đó thuyết phục cha anh và ông đã đồng ý. Sau đó, JR được đào tạo từ 16 tuổi ở Pledis.Khi mới được lựa chọn vào đào tạo tại Pledis Entertainment, các kĩ năng hát và vũ đạo của anh gần như mang tính bản năng. Sau một thời gian học tập và rèn luyện, anh đạt được thành công và hiện đang lãnh vai trò trưởng nhóm đồng thời là rapper của NU’EST.
JR thổ lộ anh là một "con nghiện" rap và thần tượng của anh chính là Eminem: "Eminem là một tấm gương mà tôi luôn cố gắng noi theo. Anh ấy đã chứng minh được rap không chỉ dành riêng cho những người da màu. Ai cũng có thể hát rap miễn là có đam mê và lòng kiên trì. Tôi đã giữ vững niềm tin đó và giờ đây tôi đã trở thành một rapper trong một nhóm nhạc thần tượng".
Mặc dù từng được giới B-boy đánh giá cao, nhưng do chấn thương nên hiện tại anh khó có thể nhảy lại B-boy được nữa.

## Sự nghiệp

### 2012-2022: Ra mắt với NU'EST
Ngày 16/1/2012, Pledis Entertainment tiết lộ teaser đầu tiên của Nu'est. Pledis Entertainment lần lượt tung teaser của các thành viên JR, Aron Kwak, Hwang Min-hyun, Baekho và Ren. Ngày 2/3/2012, xe buýt mang tên NU'EST được điều khiển xung quanh thành phố Seoul nhằm quảng bá cho sự ra mắt sắp tới của họ với ca khúc chủ đề "Face". Đồng thời công ty cũng tiết lộ rằng đĩa đơn đầu tay của nhóm được sáng tác bởi nhạc sĩ Thụy Điển Daniel Bergman.
Ngày 15 tháng 3 năm 2012, nhóm phát hành MV đầy đủ cho ca khúc "Face". MV xoay quanh vấn đề tệ nạn xã hội như bạo lực học đường,... đã được đa số người hâm mộ ủng hộ. Cùng ngày hôm đó, nhóm có màn ra mắt trong chương trình Mnet's M! Countdown! với ca khúc "I'm Sorry" và ca khúc "Face".
Ngày 19 tháng 3 năm 2012, NU'EST tham gia vào show truyền hình thực tế "Making of a Star: NU'EST, Landing Operation". Trong chương trình thực tế này, fan hâm mộ được biết tính cách của mỗi người trong nhóm. Ngày 9/5/2012 họ kết thúc tập phim cuối cùng của "Making of a star".
Sau khi kết thúc quảng bá ca khúc "Face", nhóm tiếp tục quảng bá ca khúc "I'm Sorry".
Ngày 7 tháng 4 năm 2012, hai thành viên Min Hyun và Ren đã được đặc cách tham gia trình diễn trong tuần lễ thời trang Seoul. ngày 11 tháng 7 năm 2012, nhóm ra mắt mini album đầu tiên Action, và được nhiều sự chú ý, trang Fan cafe của nhóm cũng bị kẹt trong ít phút vì quá tải. Hiện tại, nhóm đang chuẩn bị luyện tập cho album thứ 3. Kế hoạch của nhóm là tấn công sang cả thị trường nước ngoài.
Trong các năm 2014 và 2015, JR cùng NU'EST tập trung hoạt động ở Nhật Bản và Trung Quốc, dần dần bị quên lãng ở thị trường trong nước. Vào năm 2016, NU'EST trở lại Hàn Quốc và phát hành hai EP là "Q is." và "Canva" nhưng không được đón nhận rộng rãi. Vào năm 2017, JR cùng ba thành viên Baekho, Minhyun, Ren tham gia chương trình sống còn Produce 101 Mùa 2 dưới danh nghĩa thực tập sinh của Pledis để vực dậy danh tiếng nhóm. Mặc dù JR dừng chân tại hạng 14 trong vòng chung kết, NU'EST bù lại đã được biết đến nhiều hơn, các ca khúc của nhóm trở lại bảng xếp hạng. Trước sự yêu mến của khán giả, JR cùng các thành viên còn lại đã lập nhóm nhỏ NU'EST W để tiếp tục hoạt động trong thời gian Minhyun hoạt động cùng Wanna One. NU'EST W phát hành tất cả 3 EP là "W,HERE" (2017), "WHO, YOU" và "WAKE,N" (2018), JR cũng có cho mình hai bài hát solo là "With" (trong "W, HERE"), "I HATE YOU" (trong "WAKE,N").
Năm 2019, Minhyun trở lại và NU'EST tiếp tục hoạt động. Nhóm đã phát hành các EP "Happily Ever After", "The Table", "The Nocturne" (2020) và full album thứ hai "Romanticize" (2021, JR có ca khúc solo "DOOM DOOM" trong album này). Năm 2021 cũng đánh dấu vai diễn đầu của JR trong nước là Lee Shin trong "Let Me Be Your Knight".

### 2022 - nay: Hoạt động solo
Ngày 28/2/2022, Pledis Entertainment đưa ra thông báo rằng JR cùng 2 thành viên khác là Aron và Ren chấm dứt hợp đồng và rời công ty. Ngày 14/3/2022, NU'EST chính thức tan rã sau 10 năm hoạt động. JR ẩn hầu hết ảnh trên Instagram và im lặng trong hơn hai tháng. Vào 11/5/2022, JR cập nhật ảnh mới, ẩn ý sắp trở lại. Không lâu sau đó, Evermore Entertainment tuyên bố anh chính thức là nghệ sĩ trực thuộc công ty, và anh bắt đầu hoạt động solo với tên thật của mình (Kim Jong-hyeon).
Kể từ khi kí hợp đồng với công ty mới, Jong-hyeon đã lập tức tổ chức fanmeeting "Hi" nhân dịp sinh nhật. Anh phát hành EP đầu tay "MERIDIEM" vào ngày 8/11/2022 và quảng bá các show âm nhạc với 2 title "Lights" và "Blaze". 
Năm 2023, Jong-hyeon tập trung vào hoạt động diễn xuất. Anh thủ vai Kim Bom trong webdrama "It Was Spring", đồng thời tham gia drama "Sound Candy" với vai Kang Hae-sung. Ngoài ra, bộ phim chuyển thể từ webtoon "My Friend's Graduation" có anh góp mặt đã hoàn thành ghi hình, nhưng hiện vẫn chưa có lịch chiếu cụ thể.
Evermore thông báo EP thứ hai của anh sẽ phát hành vào tháng 1/2024, các bài hát sẽ được tiết lộ qua fanmeeting "Sparkling Eternity" vào cuối tháng 12/2023.

## Phim
- Their Distance (2016)
- Let Me Be Your Knight (2021)
- It Was Spring (2023)
- Sound Candy (2023)

## Các chương trình truyền hình
- 2020: Show! Music Core (MC đặc biệt ngày 22/08)
- 2017: Shadow Singer
- 2017: Night Goblin
-2017: Produce 101 season 2
-2013: NU'EST LOVE
-2013: Love Story 3 temprada
-2013: MTV Diary
-2013: Love Story Season 2
-2012: MTVKpop20 như Mc của
-2012: Chương trình phát thanh trực LOVE STORY
-2012: Weekly Idol với Hello Venus
-2012: Making of a Star: NU'EST, Operation Landing

## Quảng cáo
-New Balance CF feat. Lizzy (2011) với NU'EST.
- Labiotte (2017) (cùng NU'EST Ren)

## Video âm nhạc
-Hello Venus - Venus (cameo / 2012)
-Happy Pledis - Love Letter (2011)
-After School Blue - Wonder Boy (2011)
-Orange Caramel - Bangkok City (2011)
Hợp tác
-Uee feat. JR - SokSokSok (2011)
-After School- Một người nào đó là Bạn (Chorus / 2010)
Curiosities